# Acura TLX

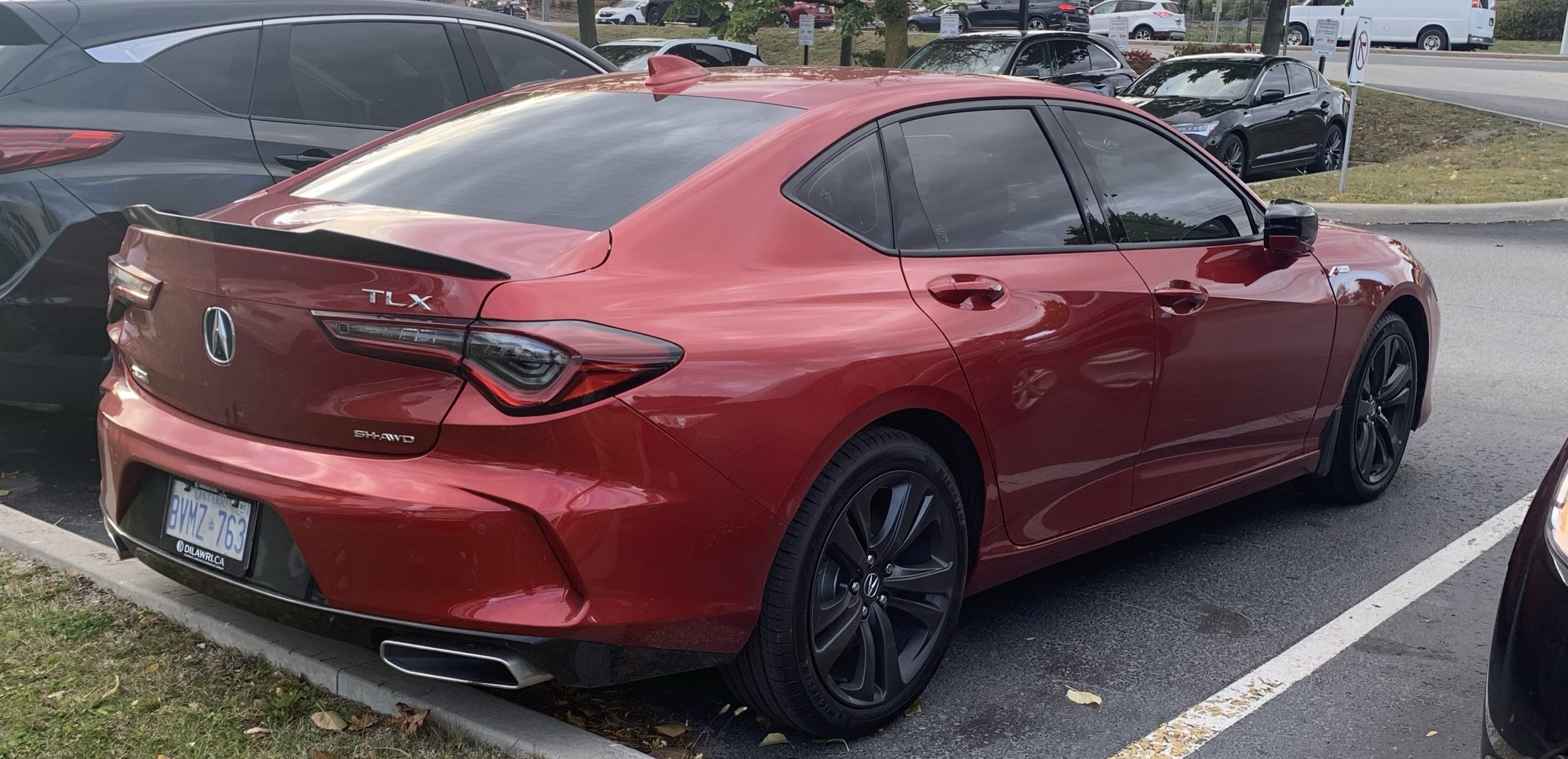
Acura TLX – tył po liftingu

Acura TLX – samochód osobowy klasy średniej produkowany przez japoński koncern motoryzacyjny Honda Motor Company pod amerykańską marką Acura od lipca 2014 roku.

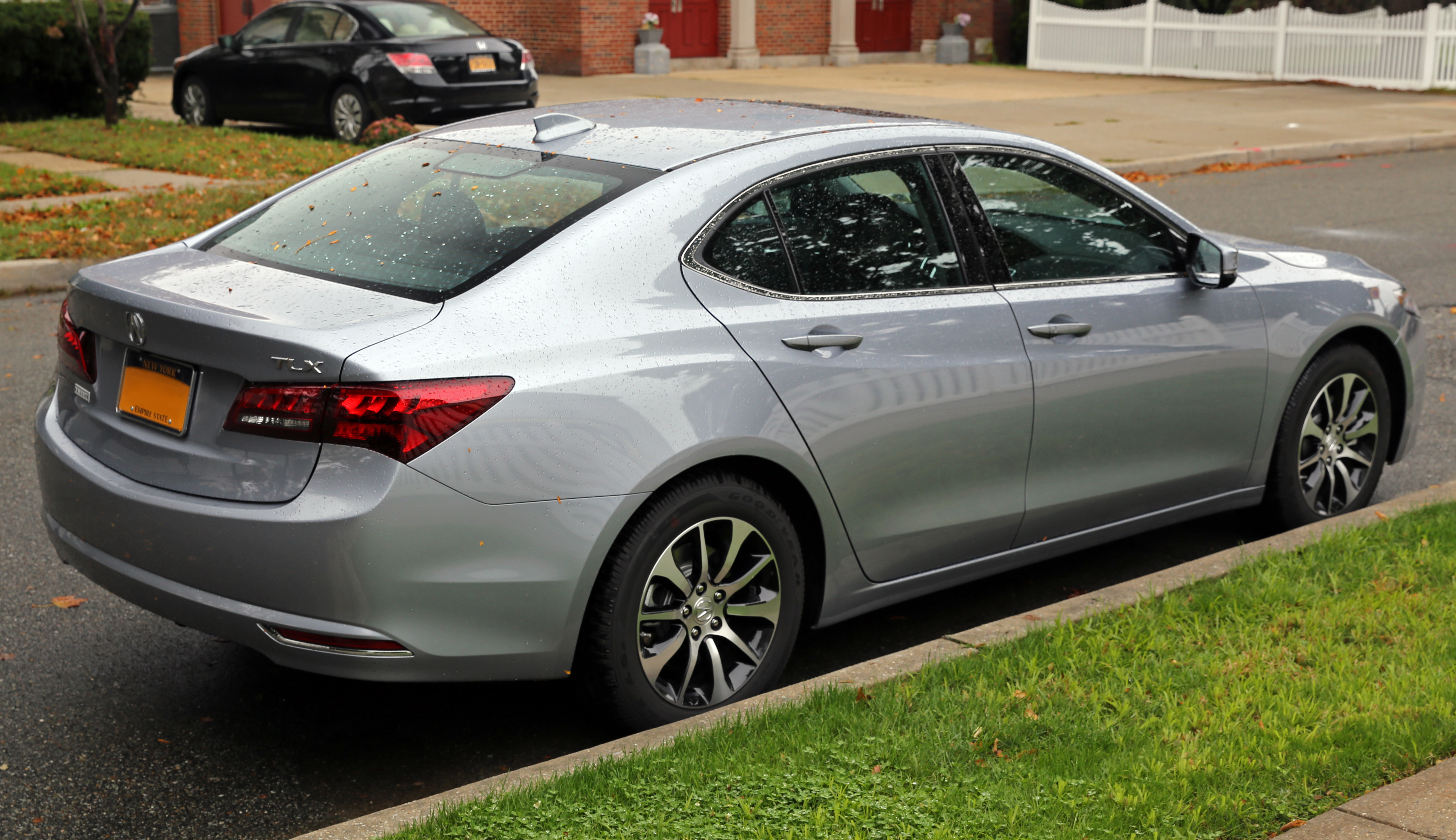
Acura TLX – tył

## Historia i opis modelu

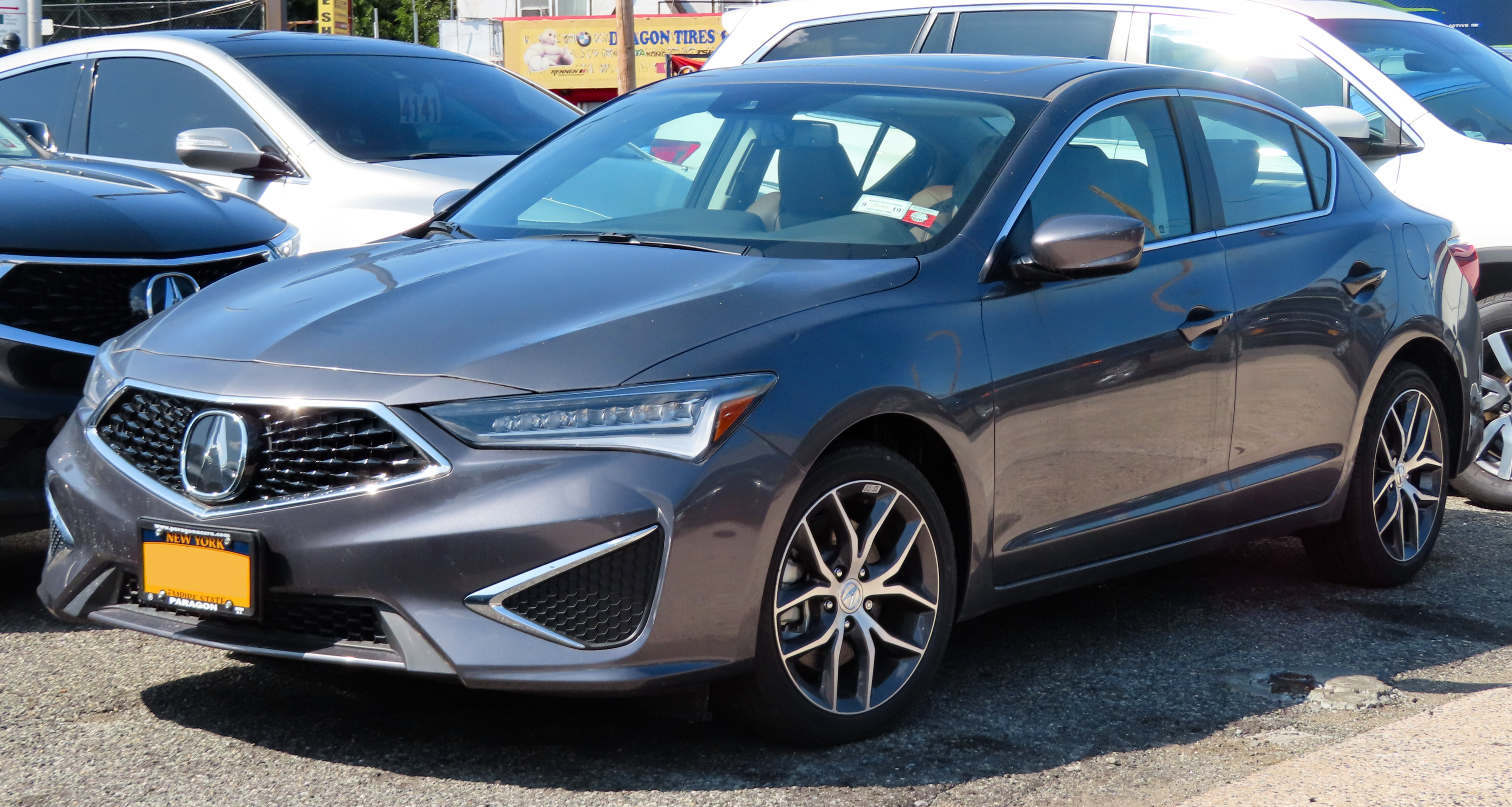
Acura TLX po liftingu

Samochód został po raz pierwszy oficjalnie zaprezentowany podczas targów motoryzacyjnych w Detroit w styczniu 2014 roku. Auto zastąpiło jednocześnie dwa modele – popularną limuzynę TL oraz bazującą na europejskiej Hondzie Accord – Acurę TSX. Wersja produkcyjna pojazdu zaprezentowana została kilka miesięcy później podczas targów motoryzacyjnych w Nowym Jorku.
Do napędu pojazdu zbudowano nową konstrukcję silnika z bezpośrednim wtryskiem paliwa o pojemności 2.4 litra i mocy 204 KM oraz 3.5 litrowy silnik w układzie V6 z systemem odłączania połowy cylindrów o mocy 290 KM. Obie jednostki otrzymały układ czterech skrętnych kół, a mocniejszy silnik nowoczesny napęd na obie osie oraz możliwość doboru trybu jazdy (IDS) o czterech wariantach: ECON, Normal, SPORT i SPORT+.
Przód pojazdu posiada wyraziste wloty powietrza, boczna linia z zamaszystymi przetłoczeniami błotników przedstawia się bardzo dynamicznie, a dopełnieniem nowatorskiej formy są lusterka zamocowane na chromowanych wysięgnikach. W nadkolach umieszczono obręcze ze stopów lekkich w rozmiarze 20" z niskoprofilowanymi oponami 265/35 R20.

### Wyposażenie
Wyposażenie standardowe obejmuje m.in. przednie reflektory wykonane w pełni w technologii LED, pakiet asystentów wspomagających bezpieczeństwo oraz nagłośnienie Bose z funkcją redukcji szumów (system audio emituje przez głośniki dźwięki maskujące niepożądany hałas).